# Diagon
Diagon is een Duits historisch merk van motorfietsen.
Diagon begon haar productie in 1923 met de productie van bijzondere motorfietsen met een ruggengraatframe met een centrale framebuis die tevens als benzinetank dienstdeed.
Het moment was echter slecht gekozen. In deze periode na de Eerste Wereldoorlog was er in Duitsland weliswaar behoefte aan goedkope vervoermiddelen, maar naast Diagon kwamen honderden andere bedrijven op het idee motorfietsen te gaan produceren. De overlevingskansen waren dan ook klein, zeker voor een dergelijk afwijkend model en nog in hetzelfde jaar eindigde de productie.